# غافث غولاني
غافث غولاني هو نبات بري طبي معمر ينتمي إلى فصيلة الورديات، ويتراوح ارتفاعه ما بين 40 و80سنتيمتر، وتكون ساقه بسيطة منتصبة اسطوانية موبرة، بينما تكون أوراقه خماسية إلى تساعية الوريقات ورمادية الصفحة السفلى.